# Chthonius troglobius
Espèce
Chthonius troglobius est une espèce de pseudoscorpions de la famille des Chthoniidae.

## Distribution
Cette espèce est endémique de Macédoine du Nord. Elle se rencontre dans la grotte Dona Duka à Rachtché.

## Publication originale
- Hadži, 1937 : Pseudoskorpioniden aus Südserbien. Glasnik Skopskog Naucnog Drustva, vol. 17, p. 151-187.